# Ubalda García de Cañete
Ubalda García de Cañete (Asunción, circa 1807 - Ibídem, 27 de abril de 1890) fue, supuestamente, la única hija natural del dictador paraguayo José Gaspar Rodríguez de Francia (1766-1840), y nieta del portugués Jose Engracia Garcia Rodrigues de França (1737-1807).
La madre de Ubalda era María Juana García. Ubalda se casó con Juan de la Cruz Cañete, con quien tuvieron una hija, Francisca del Rosario (1842-1928), a dos años de la muerte de Francia. Esta a su vez contrajo matrimonio con el Sgto. Manuel Epifanio Peña comenzando así una larga dinastía de hombres y mujeres de estado, políticos e intelectuales paraguayos, tales como Manuel Jaime Peña, José Segundo Decoud, Pedro Pablo Peña, Manuel Peña Villamil, Silvana López Moreira, y Santiago Peña. Ubalda murió en Asunción en 1890, a los 83 años y fue enterrada en el Cementerio de la Recoleta.